# منتخب أستراليا لكرة اليد للشابات
منتخب أستراليا لكرة اليد للشابات (بالإنجليزية: Australia women's national youth handball team)‏ هو ممثل أستراليا الرسمي في المنافسات الدولية في كرة اليد للشابات
.